# Ямальська кухня

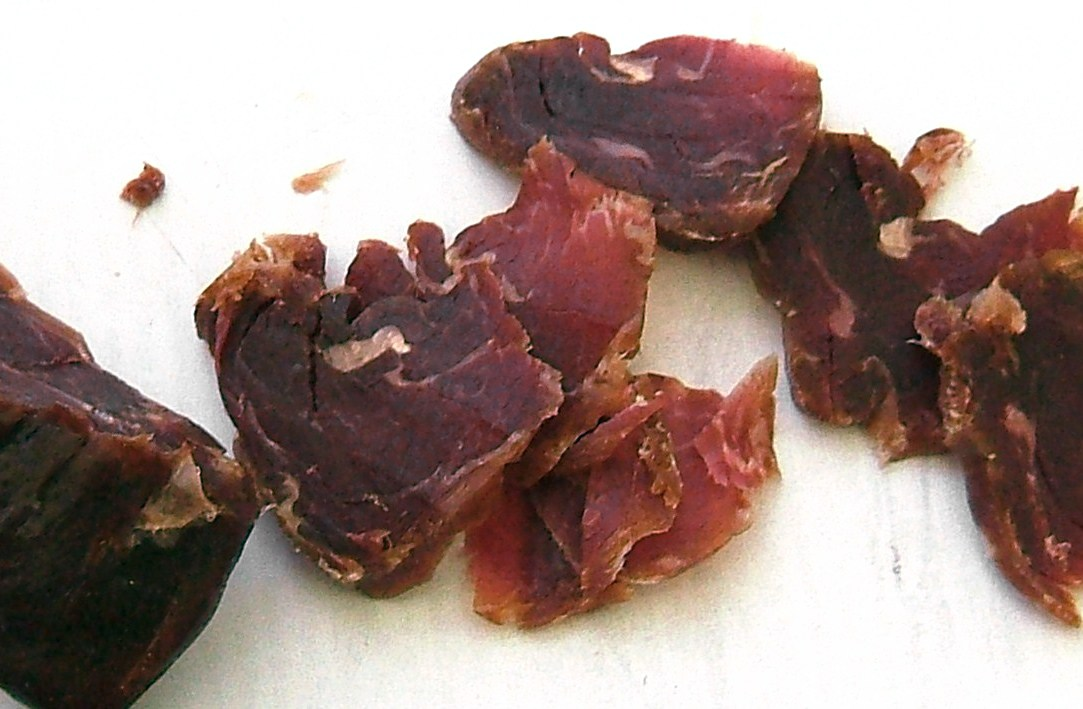
В'ялене м'ясо північного оленя

Традиційна ямальська кухня є важливою частиною національної культури ненців, хантів і комі. Ямал — мисливський і рибальський край, тому багато страв включають м'ясо, птицю і рибу. Ягід і грибів також багато; цим пояснюється багатство «дарів лісів» на ямальському столі. Нині ямальська кухня славиться різноманітністю делікатесів російської кухні. Ямальські господарі із задоволенням пригощають своїх гостей традиційними ямальськими стравами і гарячим чаєм, який прийшов в ямальську кухню з Росії. Чай став національним ямальським напоєм, який п'ють, щоб зігрітися і заспокоїтися. Ямал розташований на півночі Росії з холодними зимами, тому його кухня повинна бути ситною, щоб дати людям енергію для виживання упродовж довгої зими. Неодмінною складовою ямальської кухні є теплі і гарячі страви. Свіжі фрукти та овочі використовуються рідко, оскільки їх потрібно імпортувати, оскільки їх не вирощують у тундрі. Ямальська кухня асоціюється з малосолем і струганиною. Ямальська кухня увібрала прийоми з інших регіонів. Основою ямальської кухні є риба і м'ясо ямальських оленів, збагачені грибами і хлібом.
Найбільш відомі страви ямальської кухні: юшка з миня, малосол, хліб по-селькупу, струганина, чопси шомо, варка, м'ясна нарізка, варення з ряпушки, кулеб'яка (пиріг з рибою), айбат-няргул (сира риба).

## Уха (рибний суп)
Рибний суп найчастіше подають як першу страву на обід. Рибу розрізають на шматочки і опускають у холодну воду. Під час закипання казан відсувають убік на повільний вогонь і за необхідності знімають. Його потрібно настояти до блакитно-сірого кольору і відразу подавати. Зазвичай його п'ють кухлем.

## Малосол
Малосол походить від муксун. Головний секрет цієї страви полягає в тому, що риба дуже швидко нарізається дуже ніжними скибочками, щоб риба залишалася злегка підмороженою. Готується з щойно виловленого муксун. Рибу потрошать і очищають, рясно посипають сіллю і витримують 3-4 години.

## Селькупський хліб
«Хліб — усьому голова» — кажуть росіяни та селькупи. Він символізує гостинність дому. Селькупський хліб згадується з VIII—IX ст. Хліб випікають не в духовці, як у росіян, хоча початкові етапи ті ж. Борошно змішують з водою і сіллю. Замість дріжджів для підйому тіста використовують соду і випікають його в дуже розпеченому піску на вогні.

## Риба гарячого копчення
Ямальська кухня має чотири основних види рибних страв: «як є», відварну, запечену і копчену. Копчена риба сьогодні дуже популярна на столі. У містах і селах готують рибу гарячого копчення, хоча вона не є національною стравою. Для приготування їжі в таборі використовується алюмінієва каструля, наповнена тліючою тирсою, зверху покрита дротяною решіткою. Повільний вогонь — це все, що потрібно, щоб надати рибі золотистий відтінок, що свідчить про готовність.

## Струганина (рибна нарізка)
Струганина завжди були гордістю Ямалу. Це делікатес і проста страва, яка готується із замороженої білої сьомги. Смужки шкіри зрізають зі спини і черевця від хвоста до голови. На м'якоті робляться вертикальні надрізи. Рибу кладуть головою вниз на тверду поверхню і знімають шкіру. З сострагівается, риба тонкими скибочками або пластами в залежності від того, самці або самки використовуються.